# Полярная Звезда (Чувашия)
Поля́рная Звезда́ (чув. Полярная Звезда) — посёлок в Шумерлинском районе Чувашской Республики. Входит (с 2021 года) в Шумерлинский муниципальный округ, ранее в Магаринское сельское поселение.

## География
Расположен в пределах Чувашского плато, на правом берегу Кумажана, на расстояние 128 км от Чебоксар, в 26 км от райцентра и ближайшей железнодорожной станции.
Ближайшие населенные пункты
- пос.Комар ~ 985 м
- пос.Покровское ~ 1 км 388 м
- д. Егоркино ~ 1 км 68 м
- пос.Триер ~ 2 км 48 м
- д. Горбатовка ~ 2 км 789 м
- д. Верхний Магарин ~ 3 км 225 м

## Название
Жители деревень Сентек Сырми и Керлев поселились в эти места и на сходе решили назвать деревню «Полярной Звездой». Позднее и также назвали колхоз.

## История
Возник в 1925 году, по данным «Чувашской энциклопедии», во 2-й половине 1920-х гг. как трудовая коммуна. В 1928, по данным «Чувашской энциклопедии», в 1930 году по местным данным, образован колхоз «Полярная звезда».
административно-территориальное деление
- 1928—1935 — в составе Красночетайского района
- 1935—1965 — в составе Шумерлинского района
- 1965—1966 — в составе Шумерлинского горсовета
- с 1966 — в составе Шумерлинского района[3].

Законом Чувашской Республики от 14.05.2021 № 31 к 24 мая 2021 году Магаринское сельское поселение было упразднено и Полярная Звезда
вошла в состав Шумерлинского муниципального округа

## Население
| 2010 | 2012 |
| ---- | ---- |
| 31   | ↘29  |

Историческая численность населения и гендерный состав
Число дворов и жителей: в 1939 — 29 муж., 39 жен.; 1979 — 36 муж., 33 жен.; 2002 — 14 дворов, 18 чел.: 13 муж., 5 жен.; 2010 — 9 част. домохозяйств, 31 чел.: 19 муж., 12 жен.

## Инфраструктура
Жители занимались земледелием, животноводством, местными промыслами.

## Транспорт
Развит автомобильный транспорт.